# ムーズ (小惑星)
ムーズ (3016 Meuse) は小惑星帯に位置する小惑星。ベルギーの天文学者、アンリ・ドゥブオーニュがヨーロッパ南天天文台で発見した。

## 名称
フランス・ベルギー・オランダを流れるムーズ川（フランス語による名称）から命名された。オランダ語ではマース川（Maas）と呼ばれるこの川は全長900kmに及ぶ川で、フランス北部を水源とし、ベルギー南部を経て、オランダのロッテルダムでライン川と合流して北海へ注いでいる。
ドゥブオーニュが発見した小惑星の中には、この川沿いにある都市の名から命名された(2765) Dinantと(3374) Namurがある。

## 註
1. ↑  MPC 19333（1991年11月21日）